# Ľubomír Jahnátek

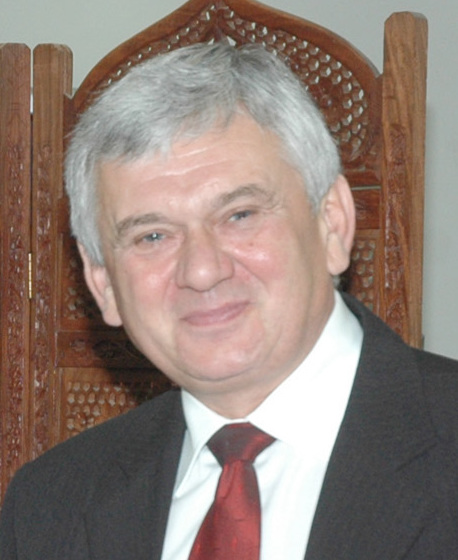
Ľubomír Jahnátek, 2006

Ľubomír Jahnátek (* 16. September 1954 in Bratislava) ist ein slowakischer Politiker.

## Leben
Er ist Mitglied der SMER. Er war der Wirtschaftsminister im slowakischen Kabinett, das nach den Wahlen von 2006 unter der Führung von Robert Fico gewählt wurde. In der zweiten Fico-Regierung, die von April 2012 bis März 2016 amtierte, fungierte Jahnátek als Landwirtschaftsminister. Der nach der Parlamentswahl 2016 gebildeten dritten Fico-Regierung gehört er nicht mehr an.